# Туркестан (хутір)
Туркеста́н (рос. Туркестан) — хутір у складі Сарактаського району Оренбурзької області, Росія.

## Населення
Населення — 2 особи (2010; 10 у 2002).
Національний склад (станом на 2002 рік):
- росіяни — 100 %